# 그레이스 밴더월
그레이스 밴더월(Grace VanderWaal, 2004년 1월 15일 ~ )은 미국의 싱어송라이터, 배우이다. 2016년, 12살의 나이로 아메리카 갓 탤런트 시즌 11에서 우승했다. 디즈니+ 오리지널 영화 《스타걸》에서 주인공 스타걸 역을 맡으며 배우 데뷔하였다.

## 음반 목록

### 정규 음반
- Just the Beginning (2017)

### EP
- Perfectly Imperfect (2016)
- Letters Vol. 1 (2019)